# Empresa Pública de Produção de Electricidade
A Empresa Pública de Produção de Electricidade — Empresa Pública (Prodel-EP) é  uma empresa estatal angolana que atua nos negócios de geração eléctrica para o país, colaborando também nos sistemas de transmissão e distribuição.
A empresa é tutelada pelo Ministério da Energia e Águas.

## História
A atual Prodel descende das empresas estatais "Gabinete de Aproveitamento do Médio Kwanza" (Gamek) e "Empresa Nacional de Electricidade de Angola" (ENE), vocacionadas para a produção, transmissão e distribuição de energia eléctrica em Angola. Porém, para efeitos de especialização e continuação de atividades, considera-se que a Prodel teve como principal predecessora basicamente o Gamek.

### Criação do Gamek
O "Gabinete de Aproveitamento do Médio Kwanza" (Gamek) foi criado em 21 de outubro de 1982, por intermédio de um despacho conjunto dos ministérios angolanos do plano, do comércio externo, das finanças e da energia, funcionando porém na alçada do Ministério da Energia. Tinha como objetivo de ser o órgão operacional representativo governamental no projeto de conclusão da Central Hidroelétrica de Capanda, situado no município de Cacuso, na província de Malanje, que estava a cargo, a nível de construção civil, da construtora Odebrecht Angola (atual Novonor). Capanda punha-se, naquele momento, como projeto vital para o fornecimento de energia a várias capitais de províncias do país, num momento em que a Guerra Civil Angolana colocava a nação em estado de blecaute constante.
O Gamek logrou o feito de recuperar e expandir a maior parte das infraestruturas energéticas nacionais, como foi o caso de Gove, Cambambe e Lomaum.

### Transformação do Gamek
Em 2 de fevereiro de 2011, no intuito de modernizar a empresa para que pudesse levar a cabo a construção de novas centrais, o governo angolano, por intermédio do decreto presidencial n.º 29/11, alterou a denominação da empresa, que passou a chamar-se "GAMEK — Centrais Eléctricas, E.P". O mesmo decreto incorporou patrimónios à empresa e revisou seu estatuto para lhe dar maiores atribuições. Um dos feitos deste novo período do Gamek foi a participação na construção da Central Hidroelétrica de Laúca.

### Prodel
Em 20 de novembro de 2014 o governo angolano, por intermédio do decreto presidencial nº 305/14, estabelece a Empresa Pública de Produção de Electricidade (Prodel-EP), como resultado da extinção das empresas públicas Gamek e ENE. O mesmo decreto criou outras duas empresas: Rede Nacional de Transporte de Electricidade (RNT-EP) e a Empresa Nacional de Distribuição de Electricidade (Ende-EP).